# حمد بن زيد الزيد
حمد بن زيد الزيد، قاص وصحفي وكاتب، وأحد أشهر الأدباء المعاصرين في المملكة العربية السعودية.

## الدراسة والعمل
- حصل على درجة البكالوريوس في تخصص الجغرافيا من كلية التربية بجامعة الملك عبد العزيز في مكة المكة عام 1387/1388هـ
- حصل على درجة الدكتوراه في الفلسفة في علم الاجتماع من جامعة كينسنجتون الأمريكية.
- عمل معلمًا في المرحلتين المتوسطة والثانوية.
- عمل موجهًا تربويًا بين عامي 1388-1408هـ.
- عض مؤسس وأول رئيس منتخب لنادي الطائف الأدبي لعامي 1395هـ، 1396هـ.
- عضو مجلس إدارة نادي جدة الثقافي الأدبي بين عامي 1402-1408هـ.
- عضو جمعية الثقافة والفنون بالطائف.
- مشرف على الصفحات الثقافية في مجلة اقرأ لمدة عامين.
- كتب في عدد من المجلات والصحف السعودية.[1]

## مؤلفاته
" يتسم أسلوبه بالجرأة والوضوح والمباشرة، وقد ناقش في مقالاته قضايا وطنية واجتماعية، وله عدد من الدراسات التاريخية والاجتماعية وأدب الرحلات، ومن أهم مؤلفاته الإبداعية والعلمية:
- خطرات في الأدب والفلسفة والسياسة.
- ديواني (شعر) صدر عام 1403هـ/1982م.
- قصصي (مجموعة قصصية).
- كاتب وكتاب.
- شعراء آل زيد وشعرهم (نصوص وتراجم).
- مقالاتي (مجموعة مقالات).
- رحلاتي (من أدب الرحلات).
- التحضر في مدينة الطائف (دراسة اجتماعية).
- البدو والبداوة (دراسة اجتماعية).
- أبطال آل سعود (دراسة تاريخية).[2]

## وصلات خارجية
- الزيد ، حمد بن زيد بن حمد ، 1363 هـ -